# Млиці-Костери
Млиці-Костери (пол. Mlice-Kostery) — село в Польщі, у гміні Дробін Плоцького повіту Мазовецького воєводства.
Населення — 52 особи (2011).
У 1975-1998 роках село належало до Плоцького воєводства.

## Демографія
Демографічна структура станом на 31 березня 2011 року:
|          | Загалом | Допрацездатний вік | Працездатний вік | Постпрацездатний вік |
| -------- | ------- | ------------------ | ---------------- | -------------------- |
| Чоловіки | 26      | 1                  | 21               | 4                    |
| Жінки    | 26      | 5                  | 14               | 7                    |
| Разом    | 52      | 6                  | 35               | 11                   |